# Королева Землі
«Королева Землі» (англ. Queen of Earth) — американський драматичний фільм-трилер, знятий Алексом Россом Перрі. Світова прем'єра стрічки відбулась 7 лютого 2015 року на Берлінському міжнародному кінофестивалі, а в Україні — 18 липня 2015 року на Одеському міжнародному кінофестивалі. Фільм розповідає про двох найкращих подруг, які приїжджають у будиночок на березі озера, але час, проведений один з одним, змушує їх переглянути свої взаємини.

## У ролях
- Елізабет Мосс — Кетрін Г'юітт
- Кетрін Вотерстон — Вірджинія «Джіні» Лоуелл
- Патрік Ф'югіт — Річ
- Кентакер Одлі — Джеймс

## Визнання
| Нагороди та номінації фільму «Королева Землі» | Нагороди та номінації фільму «Королева Землі» | Нагороди та номінації фільму «Королева Землі» | Нагороди та номінації фільму «Королева Землі» | Нагороди та номінації фільму «Королева Землі» | Нагороди та номінації фільму «Королева Землі» |
| Рік                                           | Кінопремія / Кінофестиваль                    | Категорія / Нагорода                          | Номінант                                      | Результат                                     |                                               |
| --------------------------------------------- | --------------------------------------------- | --------------------------------------------- | --------------------------------------------- | --------------------------------------------- | --------------------------------------------- |
| 2015                                          | Буенос-Айреський фестиваль незалежного кіно   | Найкращий авангардистський фільм              | «Королева Землі»                              | Номінація                                     |                                               |
| 2015                                          | Опитування критиків Indiewire                 | Найкраща акторка                              | Елізабет Мосс                                 | 10-те місце                                   |                                               |
| 2015                                          | Film Club's The Lost Weekend                  | Найкраща акторка                              | Елізабет Мосс                                 | Перемога                                      |                                               |
| 2016                                          | Премія «Chlotrudis»                           | Найкраща акторка другого плану                | Кетрін Вотерстон                              | Номінація                                     |                                               |